# Skylark

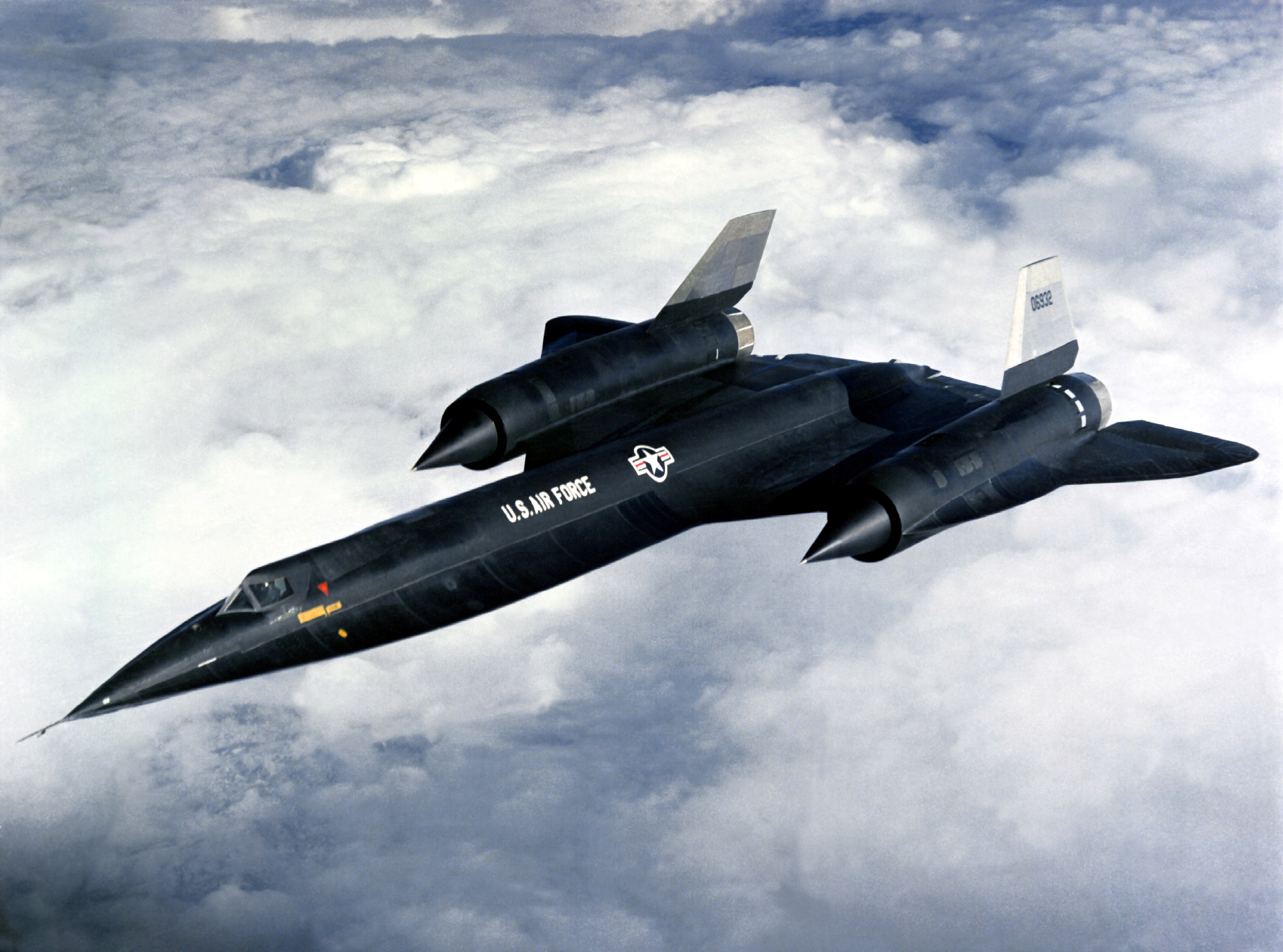
Letoun Lockheed A-12.

Operace SKYLARK (skřivan) byla plánována jako nasazení průzkumného letounu A-12 k průzkumu Kuby po vyřešení Kubánské krize.
O nasazení A-12 CIA uvažovala již během krize, ale letadlo nebylo připraveno kvůli problémům s vývojem motorů.
V létě 1964 sovětský premiér Nikita Sergejevič Chruščov oznámil, že jakékoliv letadlo narušující letový prostor Kuby bude sestřeleno. Začala příprava operace SKYLARK, která měla zajistit informace o případných pokusech o znovunainstalování jaderných raket na Kubě.
Generál Marshall S. Carter nařídil skupině pracující na projektu OXCART, aby se pokusila dosáhnout alespoň nouzového stavu umožňujícího přelety Kuby. Následující dva měsíce probíhaly lety ověřující funkčnost průzkumného vybavení a simulující profily misí pro přelet Kuby.
5. listopadu 1964 byla v nouzové pohotovosti připravena operační skupina k přeletům nad Kubou při rychlostech Mach 2,8, ale bez většiny systémů elektronické obrany (ECM). Skupina potom dále pracovala na zlepšení své připravenosti tak, aby měla k dispozici pět letadel k nasazení do operace.
Hrozby sestřelení letadel U-2, která průzkum prováděla jak během Kubánské krize, tak po ní, se ovšem nenaplnila. U-2 tedy pokračovaly v monitorování aktivit na Kubě a operace SKYLARK se nikdy neuskutečnila.
Dalším z důvodů zrušení operace byly protesty amerického letectva, které mělo obavy, že chování systémů ECM v A-12 bude při nasazení A-12 vyzrazeno protivníkovi a v případě havárie nad nepřátelským územím může dojít ke kompletní kompromitaci těchto systémů. A-12 používalo stejné ECM systémy jako tehdejší strategické bombardéry a letectvo se obávalo, že by Sovětský svaz mohl vyvinout protiopatření a bombardéry by se tak staly zranitelné.
Ačkoliv k nasazení A-12 nad Kubou nikdy nedošlo, příprava této operace měla významný vliv na trénovanost a připravenost týmů pracujících na projektu OXCART.